# گوچه
گوچه (به انگلیسی: Gochh) یک روستا در پاکستان است که در ناحیه گجرات واقع شده‌است.